# Меджилаурни
Меджилаурни (груз. მეჯილაურნი) — село в Грузии, в муниципалитете Душети края Мцхета-Мтианети. 

## География
Село расположено в северной части края, в 52 километрах по прямой к северо-западу от центра муниципалитета Душети. Высота центра — 1300 метров над уровнем моря.

## Население
По данным переписи населения 2014 года, в селе проживал 1 человек.
| Год  | Население | Мужчины | Женщины |
| ---- | --------- | ------- | ------- |
| 1926 | 176       | 80      | 96      |
| 2002 | 4         |         |         |
| 2014 | 1         |         |         |